# Universidad Privada Antenor Orrego

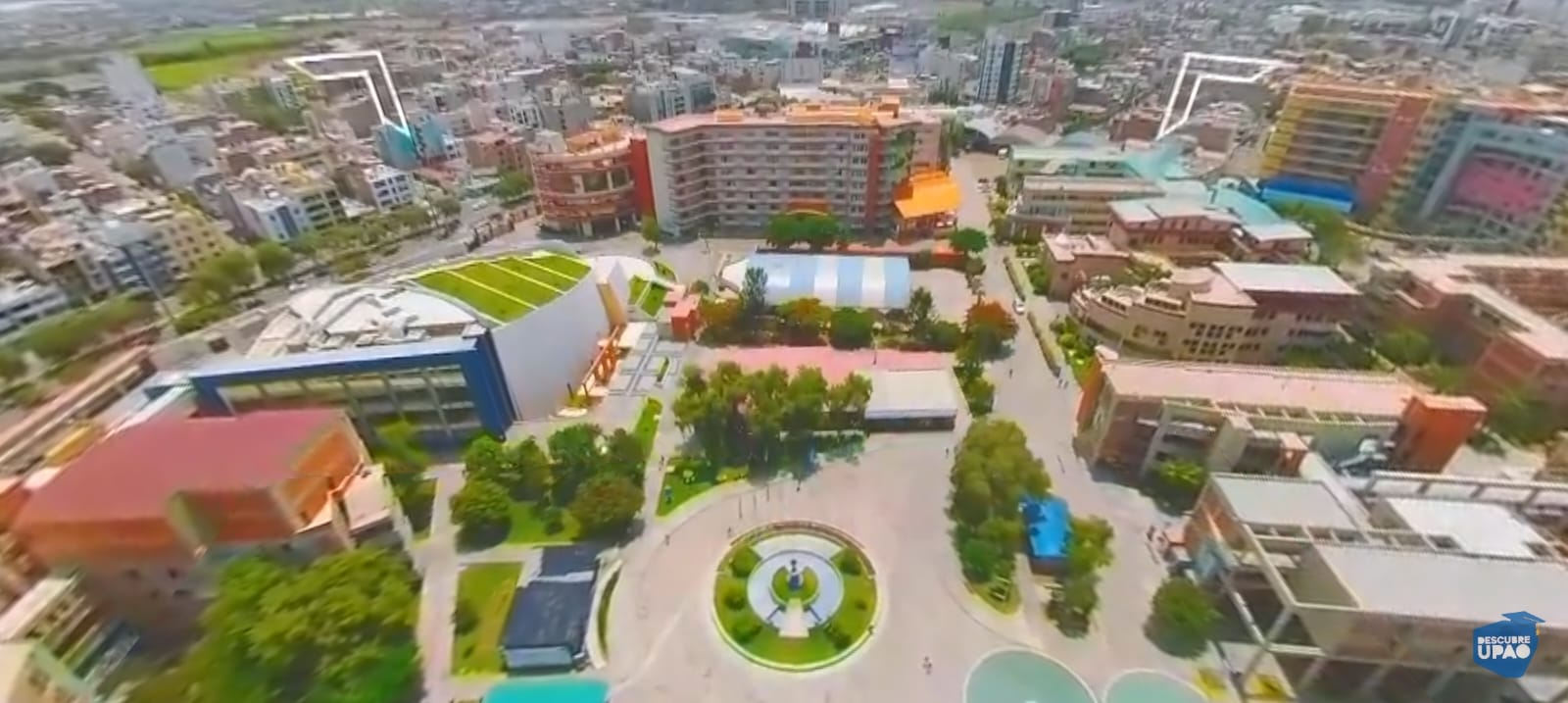
Campus UPAO Trujillo

La Universidad Privada Antenor Orrego (acrónimo: UPAO), está ubicada geográficamente en la ciudad de Trujillo, provincia de Trujillo, departamento de La Libertad, Perú. Fue fundada el 26 de julio de 1988 por la ley del Congreso de la República tomando el nombre del ilustre intelectual peruano don Antenor Orrego Espinoza. En el año 2011 inició sus actividades en la ciudad de Piura donde se inauguró la sede UPAO - Piura.

## Historia
La UPAO fue creada por Ley N.º 24879, promulgada el 26 de julio de 1988, con las siguientes carreras profesionales: Ingeniería Civil, Ingeniería Electrónica, Ingeniería Agrónoma, Ingeniería de Computación y Sistemas y Arquitectura. Dos años más tarde, por Ley N.º 25168, se amplía con las carreras de Obstetricia, Educación Inicial, Derecho y Ciencias de la Comunicación. La Universidad se institucionalizó en marzo de 1994, por acuerdo de la Asamblea Nacional de Rectores.

## Organización
La Universidad Privada Antenor Orrego (UPAO), desde su fundación ha tenido un carácter social, por lo que no existe reparto de utilidades como en otras instituciones privadas, más aún tampoco existen propietarios. Las utilidades se reinvierten en la misma institución.
Los órganos de gobierno son:
- Asamblea Universitaria
- Consejo Universitario
- El Rectorado
- Los Vicerrectorados
- Los Decanatos de las nueve facultades
- Las Direcciones de la Escuela de Postgrado

## Programas de estudio

### Pregrado
La universidad cuenta actualmente con un campus universitarios en la urbanización Monserrate de la ciudad de Trujillo, ofrece 22 carreras profesionales a través de sus 9 facultades.
Desde el semestre 2011 - 1 inició actividades en la ciudad de Piura, ofreciendo 4 carreras profesionales: Administración, Arquitectura, Derecho y Medicina. Actualmente se construye el Campus UPAO Piura, en un terreno de 7 de hectáreas ubicado en la zona de los Ejidos.
| Facultad                    | Carrera profesional                      |
| Ciencias Agrarias           | Ingeniería Agrónoma                      |
| Ciencias Agrarias           | Medicina Veterinaria y Zootecnia         |
| Ciencias Agrarias           | Ingeniería en Industrias Alimentarias    |
| Ciencias de la Comunicación | Ciencias de la Comunicación              |
| Ciencias Económicas         | Administración                           |
| Ciencias Económicas         | Economía y Finanzas                      |
| Ciencias Económicas         | Contabilidad                             |
| Ciencias de la Salud        | Enfermería                               |
| Ciencias de la Salud        | Derecho y Ciencias Políticas             |
| Psicología                  |                                          |
| Educación y Humanidades     | Educación Inicial                        |
| Educación y Humanidades     | Educación Primaria                       |
| Ingeniería                  | Ingeniería Civil                         |
| Ingeniería                  | Ingeniería Electrónica                   |
| Ingeniería                  | Ingeniería de Computacíón y Sistemas     |
| Ingeniería                  | Ingeniería de Software                   |
| Ingeniería                  | Ingeniería de Telecomunicaciones y Redes |

### Postgrado
- Postgrado de Arquitectura
- Postgrado de Ciencias Agrarias
- Postgrado de Ciencias de la Comunicación
- Postgrado de Ciencias de la Salud
- Postgrado de Ciencias Económicas
- Postgrado de Derecho
- Postgrado de Educación
- Postgrado de Ingeniería

## Rankings académicos
En los últimos años se ha generalizado el uso de rankings universitarios internacionales para evaluar el desempeño de las universidades a nivel nacional y mundial; siendo estos rankings clasificaciones académicas que ubican a las instituciones de acuerdo a una metodología científica de tipo bibliométrica que incluye criterios objetivos medibles y reproducibles, tomando en cuenta por ejemplo: la reputación académica, la reputación de empleabilidad para los egresantes, la citas de investigación a sus repositorios y su impacto en la web. Del total de 92 universidades licenciadas en el Perú, la Universidad Privada Antenor Orrego se ha ubicado regularmente dentro de los treinta primeros lugares a nivel nacional en determinados rankings universitarios internacionales.